# Benson Edema
Benson Edema (ur. 21 października 1965) – nigeryjski piłkarz grający na pozycji pomocnika. W swojej karierze rozegrał 1 mecz w reprezentacji Nigerii.

## Kariera klubowa
W swojej karierze piłkarskiej Edema grał w klubie New Nigerian Bank FC.

## Kariera reprezentacyjna
W reprezentacji Nigerii Edema zadebiutował 8 marca 1984 w zremisowanym 2:2 grupowym meczu Pucharu Narodów Afryki 1984 z Malawi. Z Nigerią wywalczył wicemistrzostwo Afryki. Mecz z Malawi był jego jedynym rozegranym w kadrze narodowej.